# Dmitry Petrovich Svyatopolk-Mirsky
D. S. Mirsky là bút danh tiếng Anh của Dmitry Petrovich Svyatopolk-Mirsky (tiếng Nga: Дми́трий Петро́вич Святопо́лк-Ми́рский), thường được gọi là Hoàng Tử Mirsky (9 Tháng 9 [lịch cũ 22 Tháng 8] năm 1890 – c. 7, Tháng 6 1939). Ông là một chính khách và nhà sử học văn học người Nga